# Кохнари
Кохнари (груз. კოხნარი) — село в Грузии, на территории Чохатаурского муниципалитета края (мхаре) Гурия.

## География
Село находится в западной части Грузии, на левом берегу реки Хевисцкали, на расстоянии приблизительно 4 километров (по прямой) к востоко-северо-востоку от посёлка городского типа Чохатаури, административного центра муниципалитета. Абсолютная высота — 151 метр над уровнем моря.

## Население
По результатам официальной переписи населения 2014 года, в Кохнари проживало 575 человек (268 мужчин и 307 женщин). В национальной структуре населения грузины составляли 99,7 %, русские — 0,15 %, узбеки — 0,15 %.
| Год  | Население, человек |
| ---- | ------------------ |
| 2002 | 707                |
| 2014 | ↘ 575              |